# Emperador Carlos V
Emperador Carlos V byl pancéřový křižník španělského námořnictva. Vzhledem k uspořádání svého pancéřování je někdy označován jako chráněný křižník. Ve službě byl v letech 1897–1931. Roku 1933 byl sešrotován.

## Stavba

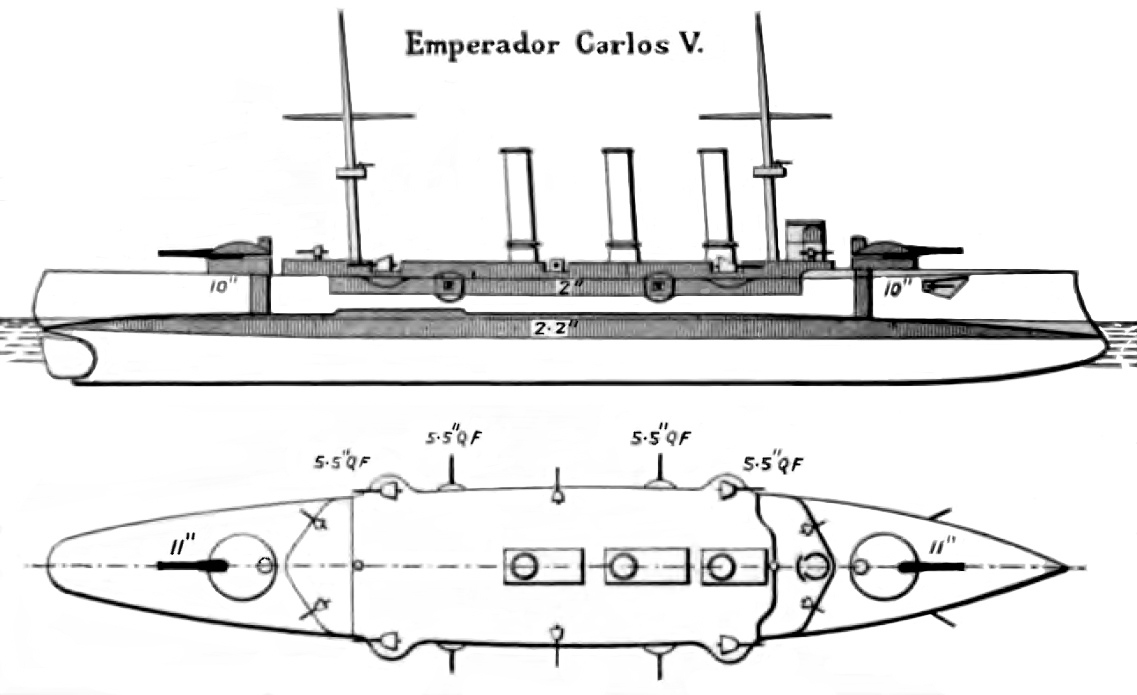
Základní uspořádání plavidla

Křižník postavila španělská loděnice Vea Murguía v Cádizu. Kýl byl založen 4. března 1892 a na vodu bylo spuštěno 10. března 1895. Do služby bylo přijato 2. června 1897.

## Konstrukce

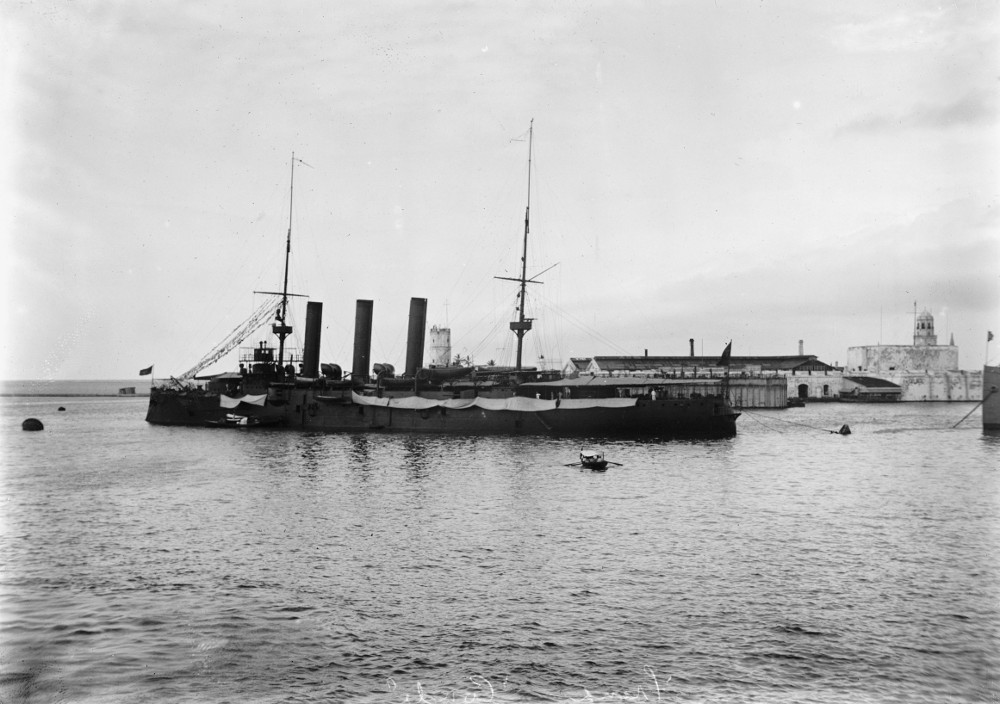
Emperador Carlos V

Hlavní výzbroj představují dva 280/35 kanóny Hontoria M1883 v dělových věžích na přídi a na zádi a osm 140/36 kanónů Hontoria M1883. Doplňovaly je čtyři 57mm/42 kanóny Nordenfelt, dva 42mm/43 kanóny Sarmiento, čtyři 37mm kanony Maxim a šest 356mm torpédometů. Křižník chránilo slabé pancéřování, jehož základem byla pancéřová paluba. Boční pancéřový pás měl sílu pouze 50 mm. Doplňovala jej 50mm pancéřová paluba se skloněnými konci o síle 165 mm. Pancéřovány byly rovněž barbety věží a můstek. Pohonný systém tvořilo dvanáct cylindrických kotlů a dva čtyřválcové parní stroje s trojnásobnou expanzí o výkonu 18 500 hp, roztáčející dva lodní šrouby. Nejvyšší rychlost dosahovala 20 uzlů. Dosah byl 9600 námořních mil při rychlosti 11 uzlů.

### Modernizace
Roku 1920 křižník prošel modernizací, po které si zachoval pouze oba 280mm kanóny a dva 356mm kanóny. Dopňovaly je dva 105mm kanóny a osm 12,7mm kulometů.

## Služba
Španělsko-americká válka vypukla nedlouho před dokončením křižníku Emperador Carlos V. Po přijetí do služby byl křižník zařazen do 2. eskadry, která měla pod velením admirála Manuela de la Cámara odplout na Dálný východ a zapojit se do obrany Filipín. Eskadra dosáhla Egypta, ale poté se musela vrátit, neboť jí nebylo povolenou proplout Suezským průplavem. Zbytek války křižník strávil ve španělských vodách.